# Lørdagsægteskabet
Lørdagsægteskabet er en amerikansk stumfilm fra 1919 af Robert G. Vignola.

## Medvirkende
- Constance Talmadge som Suzanne Ercoll
- Harrison Ford som Foxcroft Grey
- Walter Hiers som Charlie Hamilton
- Vera Sisson som Dot Harrington
- Edythe Chapman som Mrs. Ercoll